# Zurla (famiglia)
Il Casato degli Zurla è un’antica famiglia italiana originaria di Napoli e trasferitasi a Crema nel 1140 con Alberto Zurla. Nei secoli successivi acquisì notevole importanza nella vita politica, religiosa e militare della città.

## Origini e ascesa
Le prime attestazioni risalgono al XII secolo: uno dei 21 torrioni eretti nelle mura di Crema nel 1185 prese il nome di Torrione Zurla, a testimonianza dell’importanza della famiglia.
Nel XV secolo i Zurla furono sostenitori del partito guelfo e legati ai Benzoni, Enrico Zurla servì da podestà di Crema per Giorgio Benzoni.
Nel 1450 Giacomo Zurla consegnò la resa di Crema a Carlo VII, Re di Francia, venendo poi esiliato dopo essere stato investito cavaliere. Nel 1578 Quirino Zurla ottenne da papa Gregorio XIII l’elevazione della Curia di Crema a rango di diocesi.

## Età moderna
Nel corso del XVI secolo la famiglia acquisì grande influenza: nel 1580 risultavano iscritti trentotto Zurla tra i 185 gentiluomini del Consiglio Municipale di Crema. Il Consiglio Municipale tentò di limitare il numero massimo di membri della stessa casata iscritti al Consiglio, ma la Serenissima respinse la richiesta.
Il palazzo Zurla, ornato dai dipinti di artisti quali i Civerchi, Aurelio Buso e Carlo Urbino, divenne un centro di vita culturale e sociale.
Nel XVII secolo emerse la figura di Silvio Zurla, valoroso combattente nella guerra di Candia, insignito dal Gran Maestro dell’Ordine Gerosolimitano del titolo di Capitano di Galera e di Conservatore della Nobiltà. Morì nel 1685 e lasciò alla chiesa di San Francesco in Crema lo stendardo della galera che aveva donato a Sant’Antonio.
Sul finire del Seicento Achille e Luigi Zurla ottennero dall’imperatore Leopoldo I d’Austria (12 novembre 1669) i titoli di Marchesi, Conti e Cavalieri del Sacro Romano Impero, trasmissibili ai discendenti.

## Relazioni e matrimoni
I Zurla si imparentarono con varie famiglie nobili, tra cui i Benzoni, i Vimercati, i Bonzi, i Carioni, i Medici, gli Albergoni e i Rovereti.
Alcuni rami assunsero i cognomi Zurla-Albergoni e Zurla-Rovereti.

## Stemma
La famiglia ebbe più versioni araldiche. Tra le principali: "Di nero, a tre uccelli volanti d’argento, beccati e membrati di rosso".

## Membri notevoli

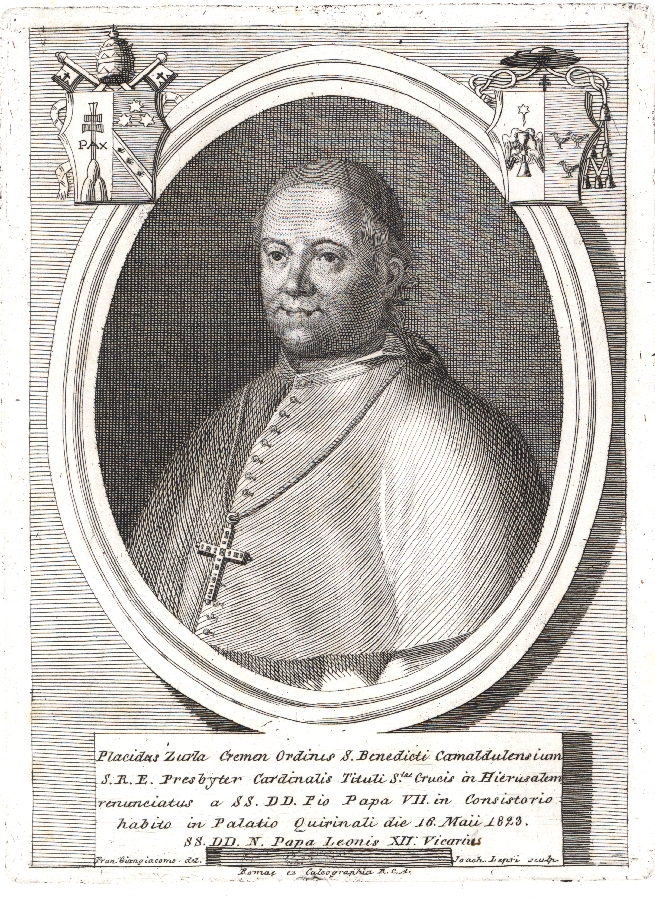
Placido Zurla

- Pantaleone Zurla (XV secolo): frate francescano, vescovo di Sicca in Tunisia e arcidiacono del Duomo di Crema.[1]
- Michele Zurla (XV secolo): luogotenente di Bartolomeo Colleoni; nel 1472 ottenne il privilegio di portare l’arma dei Colleoni per sé e i discendenti.[1]
- Margherita Zurla (†1438): benefattrice che lasciò lasciti al Monte di Pietà e all’Ospedale degli Infermi di Crema.[1]
- Evangelista Zurla il Vecchio (XVI secolo): cavaliere, partecipò alla difesa di Famagosta e combatté contro i Turchi al servizio di Venezia; sposò una Mocenigo della nobiltà veneta.[1]
- Giulio Zurla (XVI secolo): giurista e oratore, inviato dal Municipio di Crema a Venezia nel 1568 e nel 1581 pronunciò celebri orazioni pubbliche.[1]
- Emilia Zurla (†1590): gentildonna, moglie del colonnello Scipione Piacenzi, si distinse per coraggio nella guerra di Cipro e fu benefattrice di opere pie.[1]
- Evangelista Zurla il Giovane (†1571): comandante della galera Crema S. Vittorio alla battaglia di Lepanto; morì di peste a Corfù.[1]
- Gianbattista Zurla (†1656): medico e fisico illustre, figlio di Celso Zurla e Margherita Benzoni.[1]
- Silvio Zurla (†1685): cavaliere gerosolimitano, combatté valorosamente nella guerra di Candia, insignito del titolo di Capitano di Galera e di Conservatore della Nobiltà.[1]
- Gian Andrea Zurla (XVIII secolo): benefattore che nel 1738 promosse la fondazione dell’Ospedale degli Infermi di Crema.[1]
- Giacinto Placido Zurla (1769-1834): cardinale camaldolese, teologo e insigne geografo; fu Vicario di Roma sotto Leone XII, Pio VIII e Gregorio XVI. Autore di opere fondamentali come il Mappamondo di Fra Mauro, la Dissertazione intorno ai viaggi dei fratelli Zeno e Di Marco Polo e degli altri viaggiatori veneziani più illustri.[1]
- Maurizio Zurla (1946-2021): pittore, incisore, medaglista, scultore e restauratore.